# Christopher Judge
Douglas Christopher Judge (Los Angeles, 1964. október 13. –) afrikai és cseroki származású amerikai színész. Foci ösztöndíjat szerzett, ebből az Oregoni Egyetemen tanult.

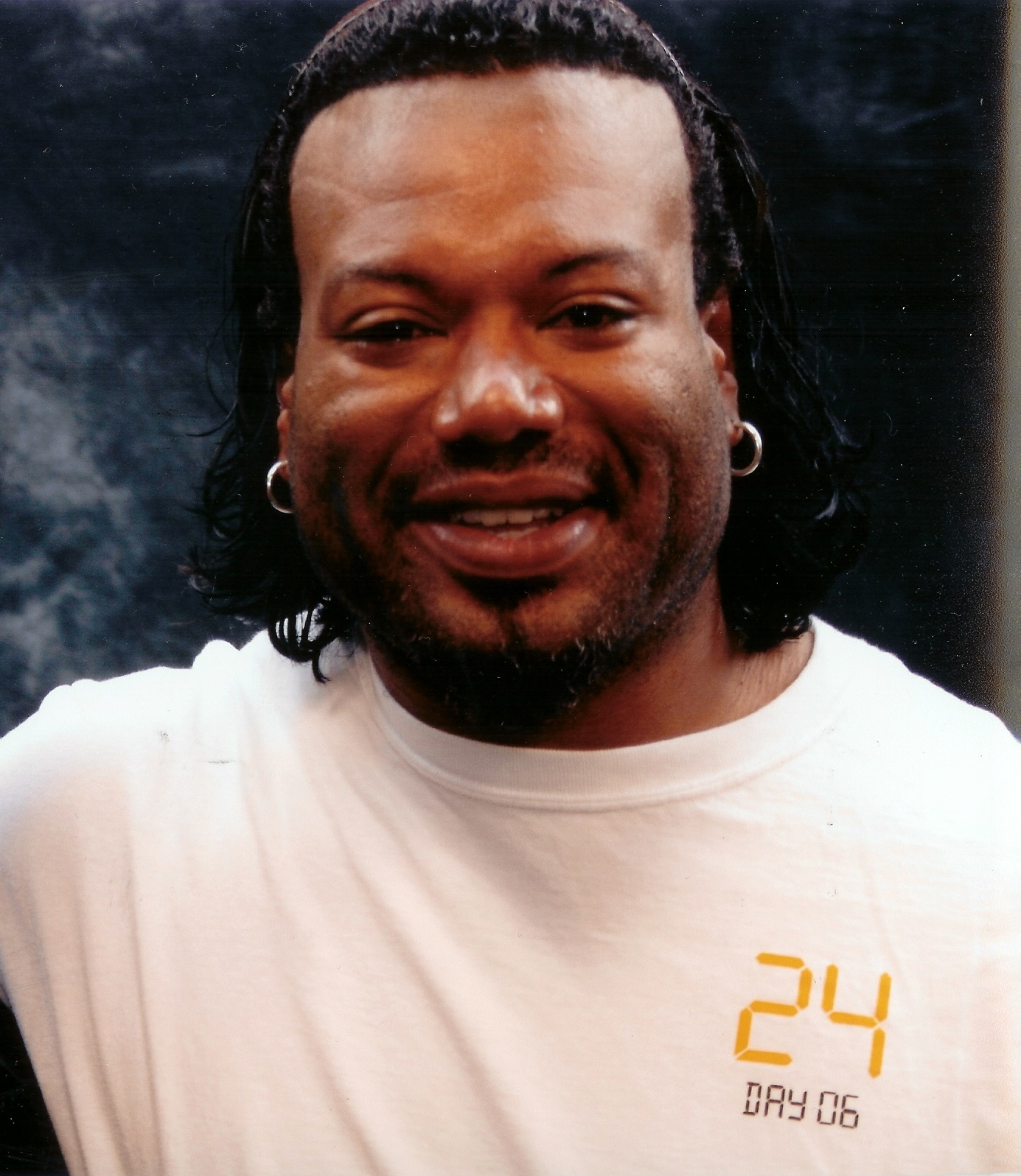

Első szerepeinek egyike 1990-ben a MacGyver című sorozatban volt, legismertebb Teal’c karaktere a Csillagkapuban. Animációs sorozatoknak és videojátékoknak is kölcsönzi a hangját, például X-Men: Evolúció-ben (Magneto), és a visszavont Stargate SG-1: The Alliance-ben. A Csillagkapu számos részét ő írta, általában a Teal’c-kel kapcsolatos válságokról szólnak.
Legjobb barátja Michael Shanks, a Daniel Jackson karakterét játszó színész.

## Filmjei
Néha Chris Judge, D. Christopher Judge, Douglas Judge vagy Doug Judge néven szerepel.
- A Sötét Lovag Felemelkedés (2012) – Bane csatlósa
- Personal Effects (2005) – Nate Wall
- From Stargate to Atlantis: Sci Fi Lowdown (2004) – saját maga/Teal'c
- Stargate: The Lowdown (2003) – Himself/Teal'c
- Androméda (2003) – Achilles
- Kutyabajnok (2002) – dr. Brooks
- Androméda (2002) – Achilles Avatar
- He-man – A világ ura (2002) – Zodak
- Just Cause (2002) – Reverend Lester Stokes
- Romantika forgatás alatt (2001) – Nigel
- Az igazság zsoldosai (2001) – Doctor Roeg
- Az első hullám (2001) – Xevallah
- Jó útra térni (2001) – Alfonso James
- Action Man (2000) – Simon Grey (hang)
- X-Men: Evolúció (2000) – Magneto/Magnus (hang)
- Csillagkapu (1997–) – Teal'c
- Kaliforniába jöttem (1995) – munkás
- Szirének (1994–1995) – Richie Stiles
- Házimuri 2 (1991) – Miles
- A megtörhetetlen (1990) – MP a bárban
- Palimadár (1990) – rendőr a kávéházban
- MacGyver (1990) – Deron (Az élet iskolája című epizódban)

## Videojátékok
- God of War: Kratos (2018)
- Stargate SG-1: The Alliance (2005) – Teal’c
- Def Jam: Fight for NY (2004) – D-Mob
- Def Jam Vendetta (2003) – D-Mob